# Szentistván (Esztergom)
Koordináták: é. sz. 47° 46′ 35″, k. h. 18° 43′ 33″47.776389°N 18.725833°E
Szentistván vagy Széplak a középkori Esztergom egyik dél külvárosa volt. Nevét Szent István első vértanúról elnevezett plébániatemplomáról kapta.

## Fekvése
A falu a mai Táti út mentén, annak két oldalán feküdt, délnyugaton a Szentléleki-patakig terjedt ki. Szentpál és Szentkirály közé ékelődött, viszonylag nagy kiterjedésű előváros volt. Északról Szentpál, délen és délnyugaton Szentkirály és Bille falu, északnyugaton a Kis-Duna-ág határolták. A területe általános régészeti védelem alatt áll.

## Leírása
Szentistván valószínűleg egyszerű, falusias képet mutathatott. Az Esztergom-szentkirályi keresztesek birtoka volt. Ma nagy része mezőgazdasági művelés alatt áll. A tervezett esztergomi Duna-hídra vezető főút itt haladna keresztül. Régészeti feltárást eddig nem végeztek, de a falu maradványai és a temploma is előkerültek, mint felszíni leletek. A település a 13-14. században teljesen beleolvadt Szentkirályba.